# Ett ansikte i mängden
Ett ansikte i mängden (engelska: A Face in the Crowd) är en amerikansk dramafilm från 1957 i regi av Elia Kazan. Manuset är skrivet av Budd Schulberg och är baserat på hans novell "Your Arkansas Traveler", från novellsamlingen Some Faces in the Crowd (1953). I huvudrollerna ses Andy Griffith (i hans filmdebut), Patricia Neal och Walter Matthau.
År 2008 valdes filmen ut för att bevaras i National Film Registry av USA:s kongressbibliotek då den anses vara ”kulturellt, historiskt eller estetiskt betydelsefull”.

## Rollista i urval
- Andy Griffith – Larry "Lonesome" Rhodes
- Patricia Neal – Marcia Jeffries
- Anthony Franciosa – Joey DePalma
- Walter Matthau – Mel Miller
- Lee Remick – Betty Lou Fleckum
- Percy Waram – Gen. Haynesworth
- Paul McGrath – Macey
- Rod Brasfield – Beanie
- Marshall Neilan – Senator Worthington Fuller
- Alexander Kirkland – Jim Collier
- Charles Irving – Luffler
- Howard Smith – J.B. Jeffries
- Kay Medford – första Mrs. Rhodes
- Big Jeff Bess – Sheriff Big Jeff Bess
- Henry Sharp – Abe Steiner
- Cara Williams – sköterska
- Bennett Cerf, Faye Emerson, Betty Furness, Burl Ives, Mitch Miller, Mike Wallace, Walter Winchell m.fl. gör cameos